# Ранняя весна (фильм, 1961)
«Ранняя весна» (словацк. Predjarie)— чехословацкий фильм 1961 года режиссёра Владимира Багны.

## Сюжет
История молодой матери Марки, приговорённой немцами к смерти за свою помощь партизанам в канун Словацкого национального восстания. Смертная казнь откладывается до тех пор, пока её младенцу не исполнится шесть месяцев, чтобы она его вскормила для Рейха. Ей даже предлагают спасение, если она предаст, но наступление Красной Армии даёт ей решимость и надежду: с помощью Любы — советской партизанки, Марка с сыном бежит из тюрьмы.

## В ролях
- Здена Груберова — Марка
- Римма Шорохова — Люба, русская партизанка, сержант РККА
- Ольга Адамчикова
- Самюэль Адамчик
- Кароль Махата
- Франтишек Дибарбора — начальник тюрьмы
- Мария Банцикова
- Антон Мрвечка
- Ян Милднер
- Юрай Шебок
- Бранислав Корень — тюремный врач
- Владо Мюллер
- Кароль Бадани

## Съёмки
Съёмки проходили в окрестностях города Левице.